# Red Sea Mountain Trail
De Red Sea Mountain Trail (RSMT) is een langeafstandswandelpad in Egypte. De route is 170 kilometer lang en loopt door de bergen tussen de Nijl en de Rode Zee. Het pad werd geopend in 2019. Samen met de Sinai Trail en de Wadi Rum Trail vormt het pad de intercontinentale Bedouin Trail.